# Bajdek
Bajdek (nemško  Waidegg prej Weidegg) je  vas ali naselje in katastrska občina v občini Cirkno (nem. Kirchbach), na levi strani Zilje, 12,5 km zahodno od Šmohorja (nem. Hermagorja) v Gornji Ziljski dolini v okraju Šmohor na avstrijskem Koroškem. Ob popisu leta 2022 je vas imela 213 prebivalcev.  

## Geografska lega
Občinsko območje Bajdek je bilo v Zgornji Ziljski dolini med Šmohorjem in Cirknim, na nadmorski višini 623 m. Skozi Bajdek teče Ziljska cesta (B 111), ki kraj povezuje s sosednjimi kraji. Ziljska železniška proga ima postajo v kraju Bajdek, vendar se proga ne uporablja od leta 2016. Med sezono je tukaj možno najeti drezino.

## Zgodovina
Vas je dobila ime po gradu Bajdek, ki se nahaja na hribu nad krajem, katerega najstarejša dokumentirana omemba sega v leto 1288. Ta grad je bil prvič uničen okoli leta 1365 in ponovno pozidan sredi 15. stoletja, nato pa je propadel v ruševine, od katerih je danes na Bajdeškem hribu vidnih le nekaj ostankov obzidja.
V 14. stoletju je bil Bajdek središče istoimenskega urada goriško-tirolskih grofov . Po listini z dne 27. julija 1366 ga je Hugon  Rihemberški prejel kot fevd od grofa Majnharda, potem ko je bil odvzet njegovemu bratu in utrdba pri tem uničena. Po gradu se je imenovala tudi viteška družina, prvi nosilci imena so znani iz zgoraj omenjene listine iz leta 1288 ( »fratres de Waydek« ). Bajdeški (Bajdekerji) so svoj sedež, potem ko je bil grad uničen v 15. stoletju, preselili na grad Modrinja vas pri Šmohorju. Leta 1458 je Žiga Bajdeker od goriško-tirolskih grofov prejel v fevd Modrinjo vas in gospostvo v Bajdeku ter drugih krajih Ziljske doline. Bajdekerji so ostali na koroških posestih, četudi niso bili več v Bajdeku, vse do druge polovice 17. stoletja.
Samostojna občina Bajdek, ki se je do leta 1957 imenovala "Bejdek", je obstajala kot samostojna politična občina do 1. januarja 1964. Tega dne je bila priključena občini Radnja vas. S koroško občinsko reformo, izvedeno 1. januarja 1973 , se je ta občina združila v veliki občini Cirkno in Šmohor.

## Farna cerkev
Rimskokatoliška župnijska cerkev v Bajdeku ima patrocinij Sv. Tomaža.  Cerkev je iz leta 1725, najstarejša omemba prejšnje cerkve na tem mestu je iz leta 1485.
Cerkev je manjši zgodnjebaročni kompleks iz 17. stoletja iz leta 1725 s podaljšano ladjo in umaknjenim korom s triosminskim tonom. Zvonik na severni strani kora, zgrajen leta 1690, ima šilasto obokana zvočna okna in šilasto dvokapno čelado. Zakristija med korom in stolpom je na vzhodni strani daljša od zaključka kora. Cerkveno pročelje je okrašeno s pilastrskimi trakovi in nežnimi okvirji na deteljno obokanih oknih. 
V štirikraki ladji in dvokrakem koru na nežnih pilastrih sloni ploščati sod z lunetami. Lesena zahodna galerija nosi klasicistične orgle. Parapet je ob strani poslikan z dvema angeloma, ki muzicirata, v sredini pa z napisom za cesarja Ferdinanda I. in dvoglavim orlom.
Stenske poslikave iz prve polovice 19. stoletja je izdelal Krištof Brandstätter, starejši ali mlajši. Na stropu kora je upodobljena Sveta Trojica. V lunetah so upodobljene personifikacije treh božjih kreposti, predaja ključev Petru in Kristusu s klečečim rimskim vojakom. Slike v ladji prikazujejo mučeništvo svetega Florjana in Marije Brezmadežne, ki ju je častil sveti Boštjan, in Tomaža, spodaj je pogled na cerkev v Bajdek s procesijo. Stropne poslikave dopolnjujejo medaljoni evangelistov in akantove vitice.
Glavni oltar, izdelan med letoma 1676 in 1678, sestavlja preprosta stebrasta edikula s stranskimi ušesi. Na srednji sliki je Nejeverni Tomaž, na zgornji pa Mati božja z detetom. Ob strani sta figuri kmečkih svetnikov Izidorja in Notburge. Stranska oltarja, nastala med letoma 1726 in 1728, nosita kipa svetega Florjana in Boštjana. Na košari prižnice iz leta 1727 so naslikani štirje latinski cerkveni očetje. Baročni krstilni kamen, izdelan okoli 1670 do 1690, nosi krstno skupino. Podobe križevega pota so iz prve polovice 19. stoletja.